# Ricardo Dávalos y Lissón
Ricardo Dávalos y Lissón, (Lima, 1852 - París, 4 de abril de 1877) fue un escritor, docente universitario y periodista peruano.

## Biografía
Hijo de Pedro Dávalos y Mercedes Lissón. Hermano mayor de Pedro Dávalos y Lissón, historiador y financista.
En 1862 ingresó al Seminario Conciliar de Santo Toribio. En 1867 ingresó a la Facultad de Letras de la Universidad de San Marcos; al año siguiente pasó a la Facultad de Jurisprudencia, donde se graduó de bachiller en 1872 y se recibió como abogado.
Enseguida se dedicó al periodismo. Durante tres años fue redactor de uno de los diarios más importantes de Lima, La Opinión Nacional, que dirigía Andrés Aramburú Sarrio.
En 1872 fue nombrado catedrático de Literatura Castellana en la Facultad de Letras de la Universidad de San Marcos, en reemplazo del renunciante Carlos Lissón, que era su tío.
Su hermano Pedro Dávalos y Lissón, cuenta en su autobiografía Por qué hice fortuna (1941), que su padre le comentó que Ricardo nunca recibió sueldo cuando trabajó en el diario limeño; que cuando abrió su estudio de abogado, no llegó a atender ningún pleito; y que cuando fue catedrático, recibió un sueldo de cien soles que apenas le alcanzó para vivir decentemente. También recordaba que había sido secretario de Lizardo Montero, cuando este postuló a la presidencia de la República en 1876, y que el presidente Manuel Pardo y Lavalle lo admitía en las tertulias privadas que realizaba en su casa.
De pronto, viajó a Europa, al obtener el empleo de secretario de la legación peruana en Berlín. Pero enfermó gravemente y se trasladó a París, donde falleció en 1877. Tenía apenas 25 años.
Sus restos fueron trasladados a su patria, llegando a Lima el 6 de abril de 1878.

## Obras literarias
Escribió crónicas de sucesos cotidianos (como los carnavales y las procesiones) que aparecieron en la prensa, pero no dejó ningún libro impreso. Su hermano Pedro Dávalos y Lissón recopiló sus escritos en tres volúmenes, bajo el título de Artículos literarios, que aparecieron entre 1914 y 1917. En 1925 se reeditó bajo el título de Lima de antaño, impreso en Barcelona.

## Apreciación crítica
Dávalos no tuvo una prosa bien cincelada, pulida, llena de vigor. Escribió con presura sin buscar excelencias expresivas. Pero los temas que abordó interesan ahora porque reflejan a la Lima que le tocó vivir y sirven acaso de testimonio, o derrotero espiritual. Muchas de las características esenciales de la ciudad, que hoy se han perdido, se reflejan en la obra de Dávalos.
Manuel Zanutelli Rosas.